# Blåvingad fnittertrast
Blåvingad fnittertrast (Trochalopteron squamatum) är en asiatisk tätting i familjen fnittertrastar.

## Utseende och läten
Blåvingad fnittetrast är en kraftig, medelstor (22–25 cm) och mörkfjällig fnittertrast. Den kännetecknas av vit ögoniris, svart ögonbrynsstreck, rostfärgade och blåaktiga vingpaneler och svart bakkant på vingen. Vidare är övre stjärttäckarna kastanjebruna, medan den svarta stjärten är rostspetsad. Sången består av tunna och högfrekventa, stigande visslingar.

## Utbredning och systematik
Fågeln förekommer i bergsskogar från Nepal till sydvästra Kina, Myanmar och nordvästra Tonkin (Vietnam). Arten är stannfågel, men vissa individer rör sig till lägre regioner vintertid i Bhutan. Den behandlas som monotypisk, det vill säga att den inte delas in i några underarter.

### Släktestillhörighet
Tidigare inkluderas arterna i Trochalopteron i Garrulax, men genetiska studier har visat att de är närmare släkt med exempelvis prakttimalior (Liocichla) och sångtimalior (Leiothrix).

## Levnadssätt
Blåvingad fnittertrast återfinns i undervegetation i fuktig skog samt i bambustånd på mellan 1220 och 2200 meters höjd. Den livnär sig på insekter, bär och frön. Vanligen ses den i par eller små familjegrupper.

### Häckning
Fågeln häckar mellan april och juli. Det skålformade boet placeras i en buske eller klängväxter mellan 1,2 och 1,8 meter ovan mark. Den lägger två till fyra glansiga blekblå ägg. Arten boparasiteras av rödvingad skatgök.

## Status och hot
Arten har ett stort utbredningsområde och en stor population, men tros minska i antal på grund av habitatförstörelse och fragmentering, dock inte tillräckligt kraftigt för att den ska betraktas som hotad. Internationella naturvårdsunionen IUCN kategoriserar därför arten som livskraftig (LC). Världspopulationen har inte uppskattats men den beskrivs som sparsamt och lokalt förekommande i Nepal, frekvent i Bhutan, ovanlig i Himalaya (dock vanligare i nordost) och sällsynt i Kina.